# Actio negotiorum gestorum directa
Actio negotiorum gestorum directa – w prawie rzymskim powództwo z tytułu prowadzenia cudzych spraw bez zlecenia (negotiorum gestio), przysługująca temu w czyim interesie prowadzono sprawy (dominus negotii) przeciwko gestorowi (negotiorum gestor).

## Charakterystyka powództwa
Gestor, podejmując działania w czyimś interesie, obowiązany był prowadzić je do końca, stosownie do ich charakteru oraz interesu domini negotii. Po zakończeniu prowadzenia spraw, gestor miał obowiązek zdać z nich rachunek i przenieść wszystkie uzyskane korzyści na osobę w czyjej interesie działał.
Podjęcie prowadzenia spraw zależało wyłącznie od dobrej woli gestora, w związku z czym odpowiadał on za omnis culpa.
Roszczenia osoby, w której interesie prowadzono sprawy, chroniło początkowo actio in factum. Później zaczęto przyznawać powództwo cywilne, bonae fidei, zwane w prawie justyniańskim jako actio negotiorum gestorum directa.